# Рюдзё (броненосец)
Рюдзё (龍驤, «Riuso» или «Ryujo», «Riujo», «Riuzio») — броненосец (броненосный корвет) Императорского флота Японии. Построен в Британии первоначально для Южноамериканских Соединённых Штатов из английского дуба и тика.
Куплен у Англии в 1869 году и получил наименование «Дзёсё-Мару» («Jo Sho Maru»).
Участвовал в гражданской войне против сёгуна. По окончании войны возвращён принцу, который подарил корабль для Императорского флота в 1870 г., после чего переименован в «Рюдзё».
После ревизии технического состояния корвет подвергся несущественному ремонту и перевооружению.
В 1874 году был флагманским кораблём Японского флота в Тайваньском походе.
В 1894 г. классифицирован как учебный артиллерийский корабль. «Рюдзё» исключили из состава флота в 1898 г. и разобрали в 1904 г.

## Вооружение
Первоначальное вооружение — 2 170-мм (6,69-дм) Крупповских, 6 70-фунтовых Вавасера и два малокалиберных орудий.
С 1894 года — одно 152-мм Круппа и пять 160-мм.